# دیفربروخ
دیفربروخ (به هلندی: Dieverbrug) یک منطقهٔ مسکونی در هلند است که در وسترفلد واقع شده‌است. دیفربروخ ۲۶۰ نفر جمعیت دارد.